# Kolarstwo na Letnich Igrzyskach Olimpijskich 2016 – BMX mężczyzn
Wyścig mężczyzn podczas Letnich Igrzyskach Olimpijskich 2016 rozegrany został między 17 a 19 sierpnia na torze Olympic BMX Center w Rio de Janeiro

## Format
Zawodnicy zostali przydzieleni do ćwierćfinałów według czasów, jakie uzyskali w eliminacjach. Każdy ćwierćfinał obejmował trzy biegi, w których za każde miejsce przyznawane były punkty (za 1. miejsce 1 punkt, za 2. miejsce 2 punkty itd.). Pierwszych czterech zawodników z każdego ćwierćfinału awansowała do półfinałów. Półfinały obejmowały trzy biegi. Do finałów awansowało czterech najlepszych zawodników z każdej grupy. Finał obejmował jeden bieg.

## Terminarz
Wszystkie godziny podane są w czasie brazylijskim (UTC-03:00).
| Data             | Godzina | Runda             |
| ---------------- | ------- | ----------------- |
| 17 sierpnia 2016 | 14:34   | Eliminacje        |
| 18 sierpnia 2016 | 13:30   | Ćwierćfinały      |
| 19 sierpnia 2016 | 13:38   | Półfinały i Finał |

## Wyniki

### Eliminacje
| Pozycja | Zawodnik           | Czas   | Uwagi |
| ------- | ------------------ | ------ | ----- |
| 1       | Joris Daudet       | 34,617 |       |
| 2       | David Graf         | 34,678 |       |
| 3       | Sam Willoughby     | 34,714 |       |
| 4       | Connor Fields      | 34,768 |       |
| 5       | Corben Sharrah     | 34,893 |       |
| 6       | Twan van Gendt     | 34,933 |       |
| 7       | Māris Štrombergs   | 34,953 |       |
| 8       | Niek Kimmann       | 35,070 |       |
| 9       | Nicholas Long      | 35,088 |       |
| 10      | Liam Phillips      | 35,095 |       |
| 11      | Amidou Mir         | 35,248 |       |
| 12      | Yoshitaku Nagasako | 35,286 |       |
| 13      | Bodi Turner        | 35,333 |       |
| 14      | Carlos Oquendo     | 35,341 |       |
| 15      | Luis Brethauer     | 35,379 |       |
| 16      | Renato Rezende     | 35,404 |       |
| 17      | Jelle van Gorkom   | 35,413 |       |
| 18      | Tory Nyhaug        | 35,422 |       |
| 19      | Carlos Ramirez     | 35,423 |       |
| 20      | Anthony Dean       | 35,445 |       |
| 21      | Kyle Evans         | 35,776 |       |
| 22      | Jérémy Rencurel    | 35,884 |       |
| 23      | Jefferson Milano   | 35,945 |       |
| 24      | Niklas Laustsen    | 36,199 |       |
| 25      | Trent Jones        | 36,331 |       |
| 26      | Kyle Dodd          | 36,454 |       |
| 27      | Alfredo Campo      | 36,463 |       |
| 28      | Tore Navrestad     | 36,484 |       |
| 29      | Gonzalo Molina     | 36,860 |       |
| 30      | Jewgienij Komarow  | 36,958 |       |
| 31      | Toni Syarifudin    | 40,975 |       |
| 32      | Edžus Treimanis    |        | DNF   |

## Ćwierćfinały

### Ćwierćfinał 1
| Pozycja | Zawodnik         | Bieg 1     | Bieg 2       | Bieg 3       | Suma punktów | Uwagi |
| ------- | ---------------- | ---------- | ------------ | ------------ | ------------ | ----- |
| 1       | Jelle van Gorkom | 35,101 (1) | 35,872 (1)   | 36,680 (4)   | 6            | Q     |
| 2       | Trent Jones      | 35,455 (3) | 35,561 (2)   | 36,173 (2)   | 7            | Q     |
| 3       | Nicholas Long    | 35,730 (5) | 40,046 (4)   | 35,331 (1)   | 10           | Q     |
| 4       | Niek Kimmann     | 35,725 (4) | 1:47,485 (7) | 36,431 (3)   | 14           | Q     |
| 5       | Edžus Treimanis  | 36,022 (7) | 37,619 (3)   | 37,379 (5)   | 15           |       |
| 6       | Joris Daudet     | 35,434 (2) | DNF (8)      | DNF (8)      | 18           |       |
| 7       | Niklas Laustsen  | 36,965 (8) | 44,351 (5)   | 41,942 (6)   | 19           |       |
| 8       | Renato Rezende   | 35,970 (6) | 1:19,255 (6) | 1:44,597 (7) | 19           |       |

### Ćwierćfinał 2
| Pozycja | Zawodnik         | Bieg 1       | Bieg 2       | Bieg 3     | Suma punktów | Uwagi |
| ------- | ---------------- | ------------ | ------------ | ---------- | ------------ | ----- |
| 1       | Tory Nyhaug      | 35,958 (1)   | 35,035 (1)   | 38,754 (2) | 4            | Q     |
| 2       | Luis Brethauer   | 37,386 (2)   | 36,234 (2)   | 39,384 (3) | 7            | Q     |
| 3       | Jefferson Milano | 41,709 (3)   | 36,296 (3)   | 40,894 (6) | 12           | Q     |
| 4       | David Graf       | 2:54,204 (7) | 1:14,051 (6) | 38,390 (1) | 14           | Q     |
| 5       | Māris Štrombergs | 1:36,876 (6) | 44,376 (4)   | 39,554 (4) | 14           |       |
| 6       | Kyle Dodd        | 42,683 (4)   | 50,545 (5)   | 39,959 (5) | 14           |       |
| 7       | Toni Syarifudin  | 45,325 (5)   | 1:21,149 (7) | DNS (10)   | 22           |       |
| 8       | Liam Phillips    | DNF (8)      | DNS (10)     | DNS (10)   | 28           |       |

### Ćwierćfinał 3
| Pozycja | Zawodnik          | Bieg 1       | Bieg 2     | Bieg 3       | Suma punktów | Uwagi |
| ------- | ----------------- | ------------ | ---------- | ------------ | ------------ | ----- |
| 1       | Sam Willoughby    | 35,877 (1)   | 35,130 (1) | 35,152 (1)   | 3            | Q     |
| 2       | Carlos Oquendo    | 37,728 (3)   | 35,607 (3) | 35,699 (3)   | 9            | Q     |
| 3       | Twan van Gendt    | 1Ł46,311 (6) | 35,293 (2) | 35,217 (2)   | 10           | Q     |
| 4       | Carlos Ramirez    | 37,054 (2)   | 36,181 (5) | 36,020 (4)   | 11           | Q     |
| 5       | Jérémy Rencurel   | 40,894 (4)   | 35,927 (4) | 1Ł30,329 (6) | 14           |       |
| 6       | Jewgienij Komarow | 41,584 (5)   | 40,430 (6) | 39,770 (5)   | 16           |       |
| 7       | Amidou Mir        | DNF (8)      | DNS (10)   | DNS (10)     | 28           |       |
| 8       | Alfredo Campo     | DNF (8)      | DNS (10)   | DNS (10)     | 28           |       |

### Ćwierćfinał 4
| Pozycja | Zawodnik           | Bieg 1     | Bieg 2     | Bieg 3     | Suma punktów | Uwagi |
| ------- | ------------------ | ---------- | ---------- | ---------- | ------------ | ----- |
| 1       | Anthony Dean       | 35,934 (2) | 34,994 (1) | 35,193 (1) | 4            | Q     |
| 2       | Connor Fields      | 35,191 (1) | 35,761 (4) | 35,601 (3) | 8            | Q     |
| 3       | Corben Sharrah     | 36,213 (4) | 35,558 (3) | 35,447 (2) | 9            | Q     |
| 4       | Gonzalo Molina     | 36,078 (3) | 35,412 (2) | 36,122 (5) | 10           | Q     |
| 5       | Bodi Turner        | 39,094 (6) | 42,436 (8) | 35,721 (4) | 18           |       |
| 6       | Tore Navrestad     | 42,105 (8) | 35,904 (5) | 36,715 (6) | 19           |       |
| 7       | Kyle Evans         | 37,230 (5) | 40,351 (7) | 37,203 (7) | 19           |       |
| 8       | Yoshitaku Nagasako | 41,455 (7) | 39,258 (6) | 47,041 (8) | 21           |       |

## Półfinały

### Półfinał 1
| Pozycja | Zawodnik         | Bieg 1     | Bieg 2     | Bieg 3       | Suma punktów | Uwagi |
| ------- | ---------------- | ---------- | ---------- | ------------ | ------------ | ----- |
| 1       | Anthony Dean     | 35,243 (1) | 34,901 (1) | 34,832 (1)   | 3            | Q     |
| 2       | Jelle van Gorkom | 35,337 (2) | 35,615 (6) | 35,038 (3)   | 11           | Q     |
| 3       | Carlos Ramirez   | 35,537 (3) | 35,261 (3) | 42,706 (5)   | 11           | Q     |
| 4       | Nicholas Long    | 35,858 (5) | 35,450 (5) | 34,921 (2)   | 12           | Q     |
| 5       | Corben Sharrah   | 36,289 (6) | 35,164 (2) | 35,352 (4)   | 12           |       |
| 6       | Carlos Oquendo   | 35,740 (4) | 35,420 (4) | 55,966 (6)   | 14           |       |
| 7       | David Graf       | 45,335 (8) | 36,057 (7) | 2:10,243 (7) | 22           |       |
| 8       | Luis Brethauer   | 36,400 (7) | 36,230 (8) | DNF (8)      | 23           |       |

### Półfinał 2
| Pozycja | Zawodnik         | Bieg 1       | Bieg 2       | Bieg 3     | Suma punktów | Uwagi |
| ------- | ---------------- | ------------ | ------------ | ---------- | ------------ | ----- |
| 1       | Sam Willoughby   | 34,888 (1)   | 34,478 (1)   | 34,686 (1) | 3            | Q     |
| 2       | Connor Fields    | 35,163 (2)   | 34,802 (2)   | 36,176 (6) | 10           | Q     |
| 3       | Niek Kimmann     | 35,676 (4)   | 36,147 (6)   | 35,222 (2) | 12           | Q     |
| 4       | Tory Nyhaug      | 36,714 (6)   | 35,025 (3)   | 35,640 (3) | 12           | Q     |
| 5       | Twan van Gendt   | 35,905 (5)   | 35,732 (5)   | 35,663 (4) | 14           |       |
| 6       | Gonzalo Molina   | 39,102 (7)   | 35,541 (4)   | 35,807 (5) | 16           |       |
| 7       | Trent Jones      | 35,425 (3)   | 1Ł05,161 (7) | 36,391 (7) | 17           |       |
| 8       | Jefferson Milano | 1Ł56,976 (8) | 1:14,157 (8) | 38,018 (8) | 24           |       |

## Finał
| Pozycja | Zawodnik         | Czas   |
| ------- | ---------------- | ------ |
| złoto   | Connor Fields    | 34,642 |
| srebro  | Jelle van Gorkom | 35,316 |
| brąz    | Carlos Ramirez   | 35,517 |
| 4.      | Nicholas Long    | 35,522 |
| 5.      | Tory Nyhaug      | 35,674 |
| 6.      | Sam Willoughby   | 36,325 |
| 7.      | Niek Kimmann     | 36,579 |
| 8.      | Anthony Dean     | DNF    |